# بذلة فضاء

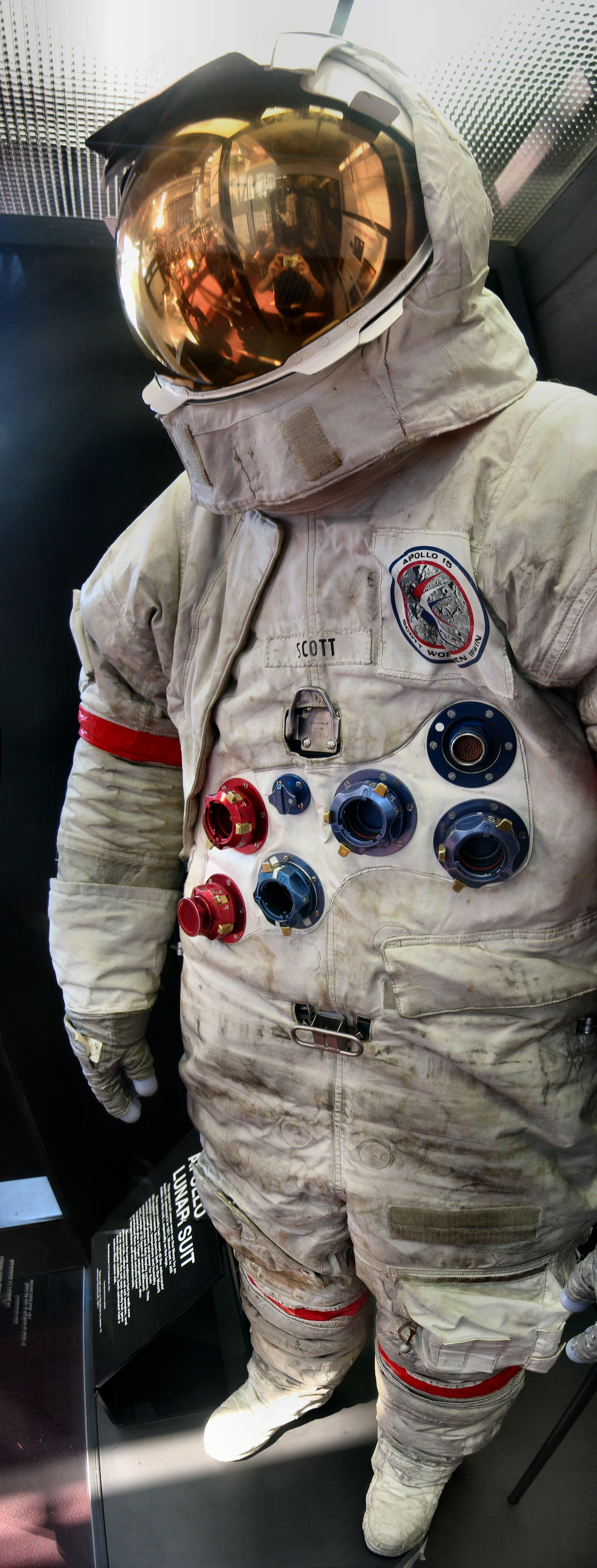
رداء فضاء رائد الفضاء ديفيد سكوت من رحلة أبولو 15.

بدلة الفضاء أو رداء فضاء هي بذلة تُرتدى للحفاظ على حياة رائد الفضاء حيث يجري عمله في الفضاء في بيئة قاسية ليست صالحة للحياة تتصف بالفراغ وخلوها من الهواء ودرجات الحرارة منخفضة جدًا. غالباً ما يتم ارتداء بذل الفضاء داخل المركبة الفضائية قبل الإقلاع كإجراء احترازي في حالة فقدان الضغط في قمرة القيادة، ويكون ضروريا للنشاط خارج المركبة الفضائية بعد الصعود. وقد تلبس بدلات الفضاء لمثل هذا العمل في مدار حول الأرض، أو على سطح القمر، أو حين عودة رواد الفضاء من القمر إلى الأرض. حلت دراسات الفضاء الحديثة زيادة ضغط الملابس باستخدام نظام معقد من النظم واستعمال مواد أساسية بيئية مصممة للحفاظ على راحة مرتديها، وتقليل الجهد المطلوب منه لثني أطرافه، ومقاومة نزعة نعومة الثوب الطبيعية لتشديد الضغط ضد الفراغ. وتضخ بشكل متكرر إمدادات الأكسجين بذاتها وهناك نظام تحكم للسماح بحرية الحركة الكاملة، بغض النظر عن المركبة الفضائية.
لا يحمي رداء الفضاء رائد الفضاء من الأشعة الكونية والأشعة فوق البنفسجية أثناء وجوده في مركبة الفضاء أو خارجها بسبب خفتها. فالحجب من الأشعة الكونية يحتاج إلى حائل ثقيل من الرصاص وهذه لا تدخل، لا في صناعة مركبة الفضاء ولا في صناعة رداء الفضاء. ويحصل رائد الفضاء أثناء إقامة طويلة في الفضاء على قدر هائل من تلك الأشعة عالية الطاقة، الضارة.
بعض من هذه الشروط تنطبق أيضا على طيران الاستطلاع على ارتفاعات عالية، لقلة الضغط وانخفاض درجة الحرارة، وازدياد الأشعة الكونية، التي يحجب بعضها الغلاف الجوي للأرض. وقد تم تصميم أول طقم كامل مقاوم للضغط للاستخدام على علو شديد من قبل المستثمرين الأفراد في وقت مبكر من 1930. وكانت البدلة الفضائية الأولى التي يرتديها الإنسان في الفضاء للسوفياتي SK-1 يوري غاغارين في عام 1961.

## معرض الصور

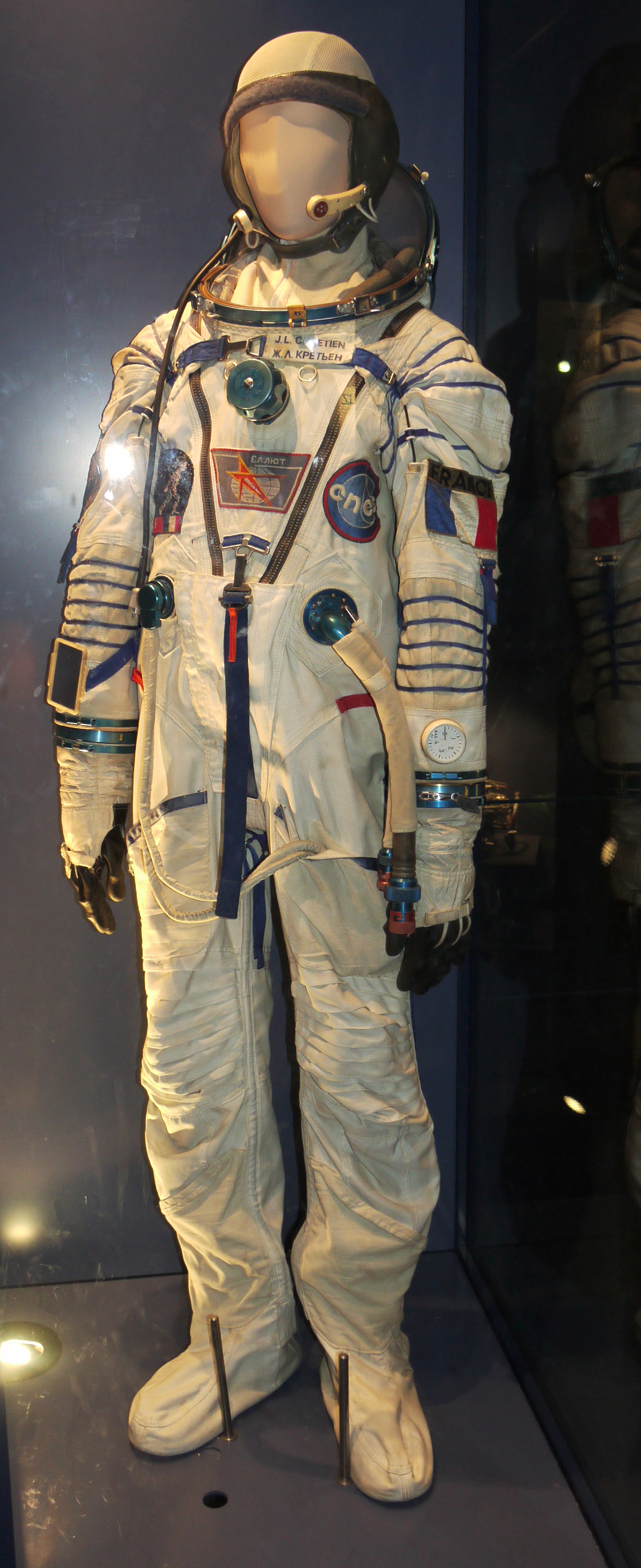
رداء فضاء فرنسي.
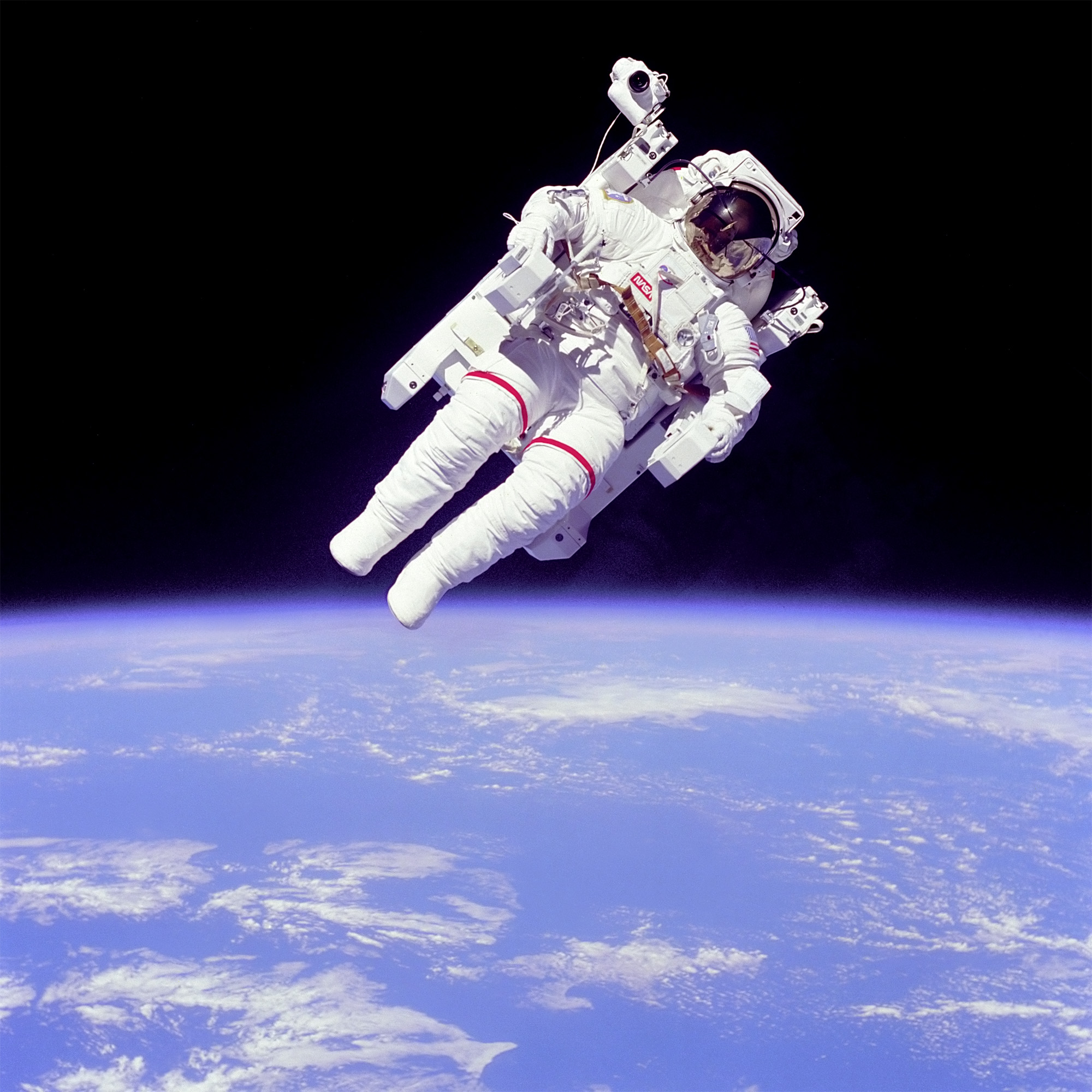
رائد الفضاء "بروس ماكاندليس " مرتديا رداء الفضاء، ولابسا فوقه وحدة مأهولة للمناورة خارج مركبة الفضاء. الصورة من عام 1984، ناسا.
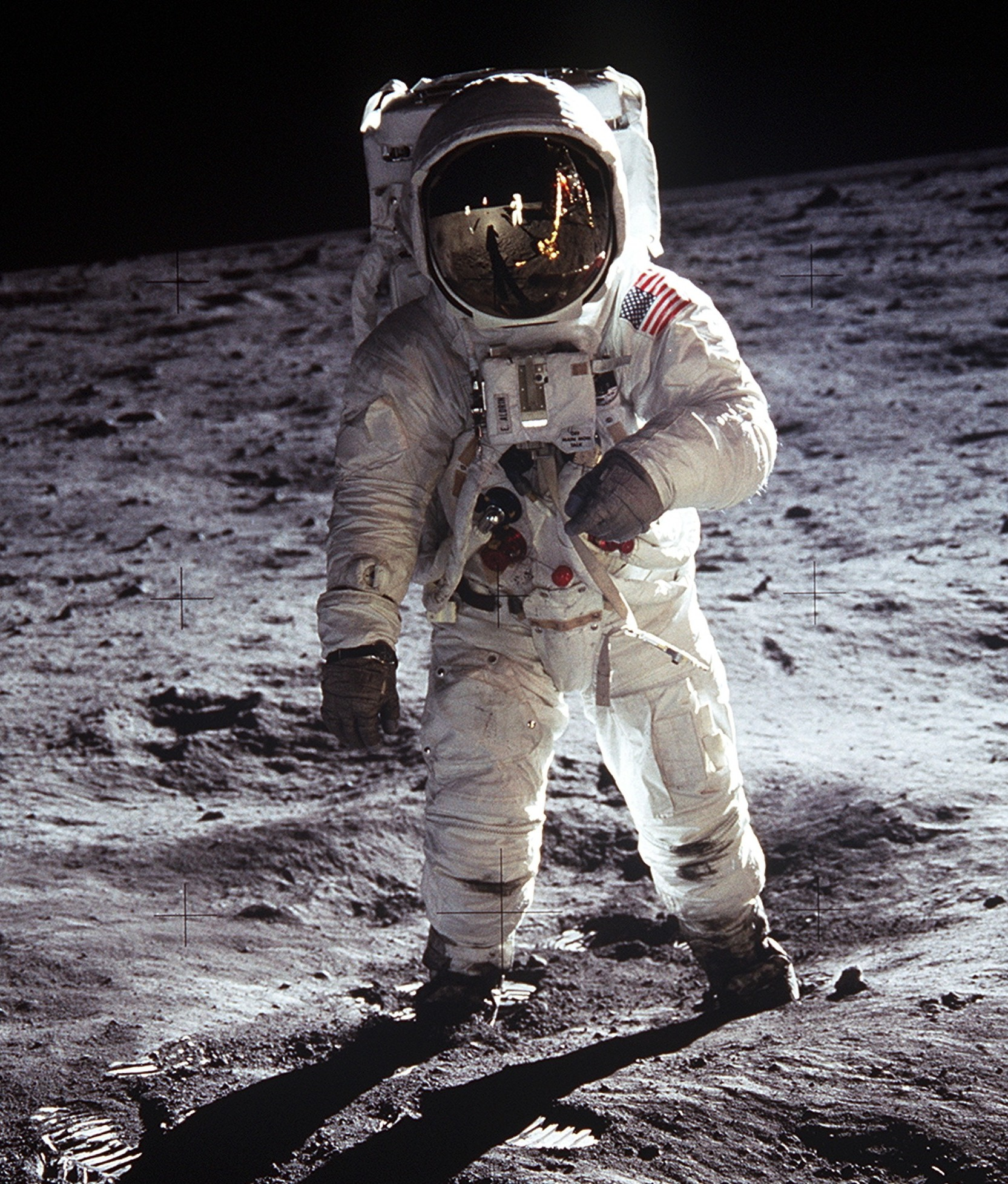
رائد الفضاء بز ألدرين على سطح القمر، أثناء رحلة أبولو 11 عام 1969
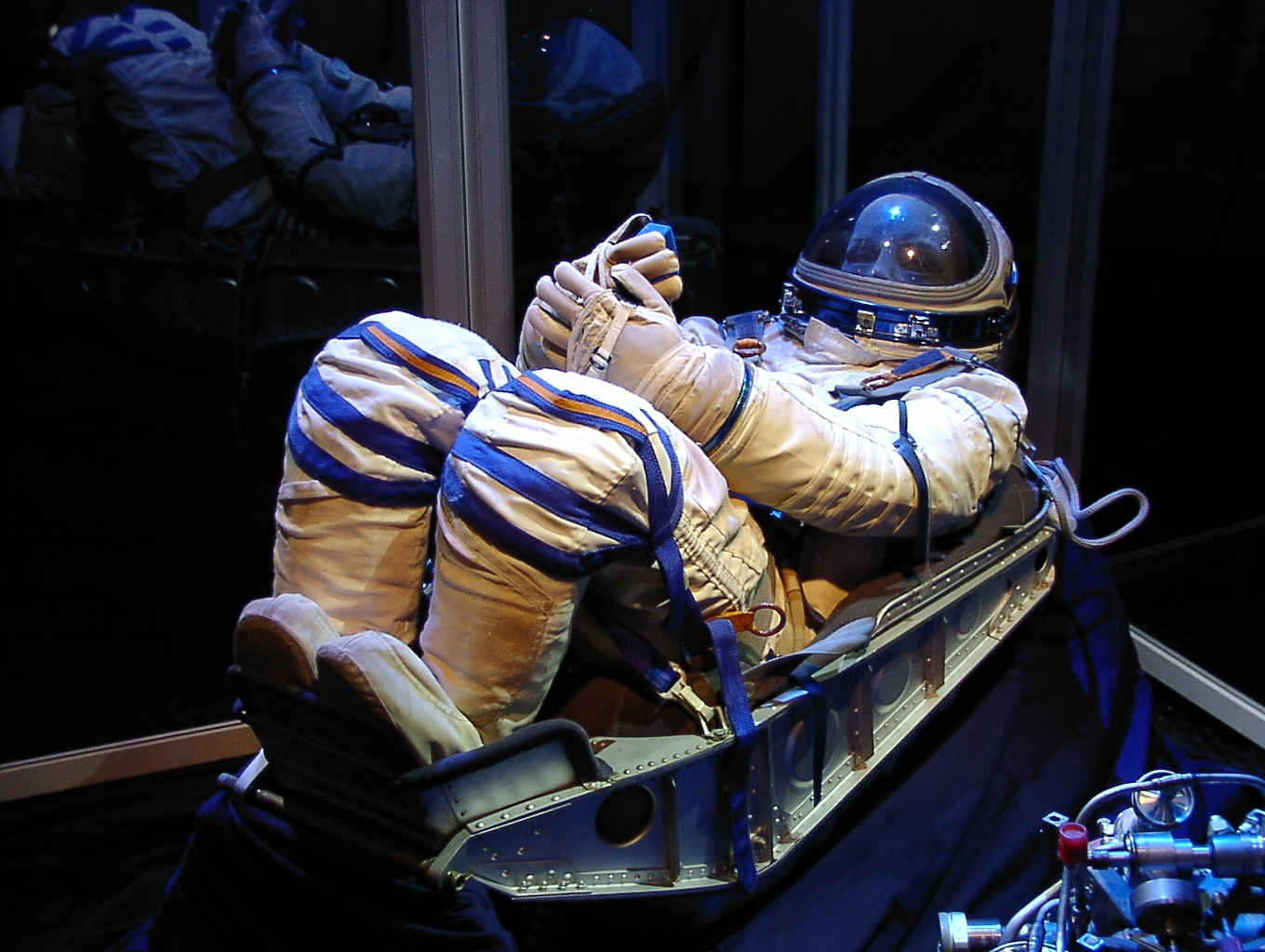
رداء فضاء لرائد فضاء روسي.
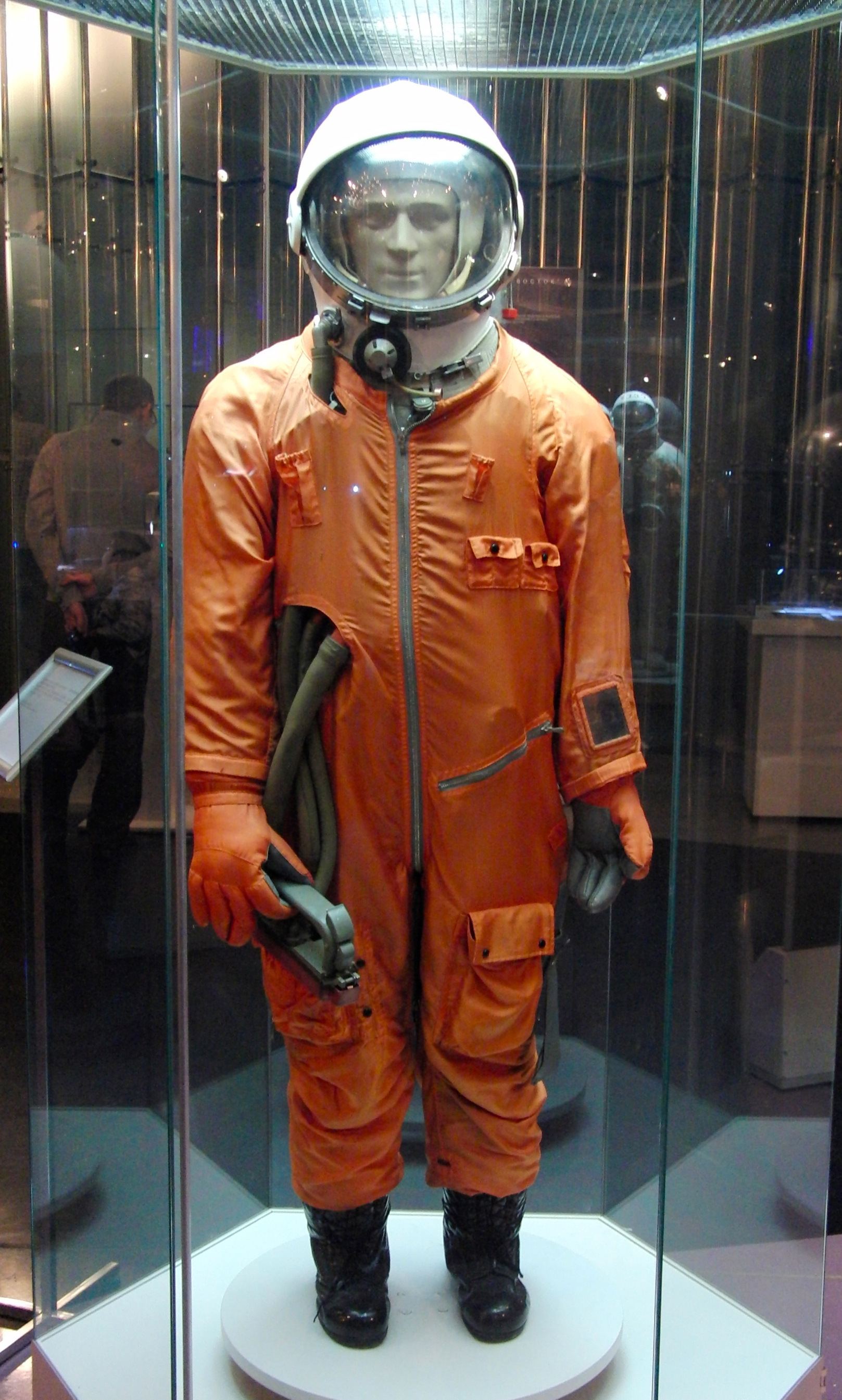
SK-1 space suit
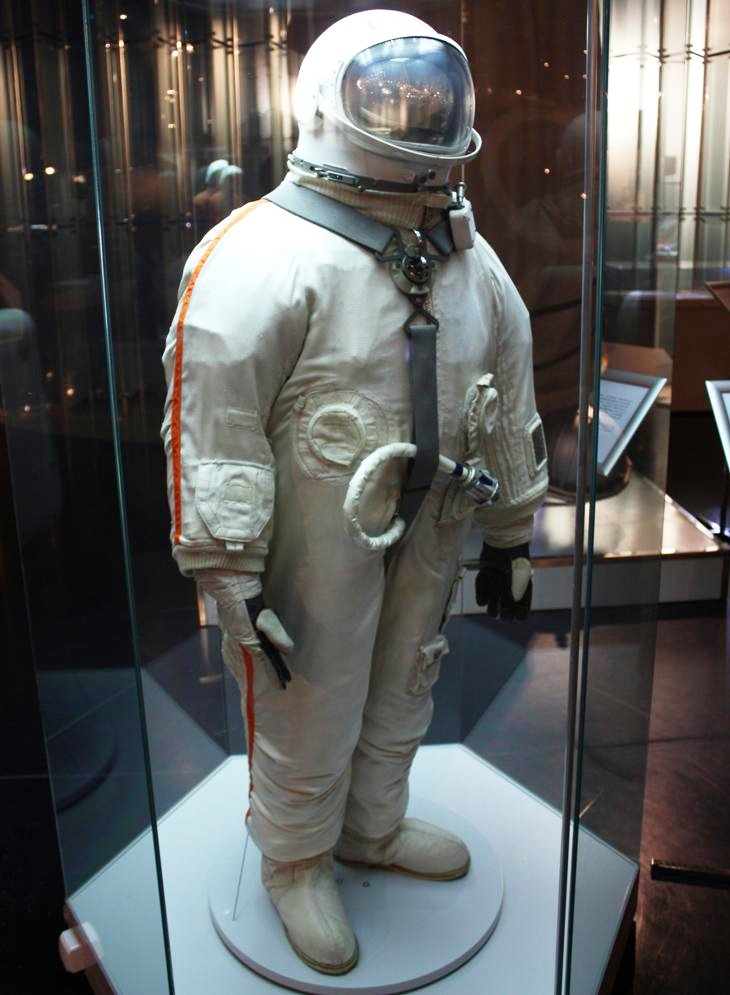
Berkut space suit
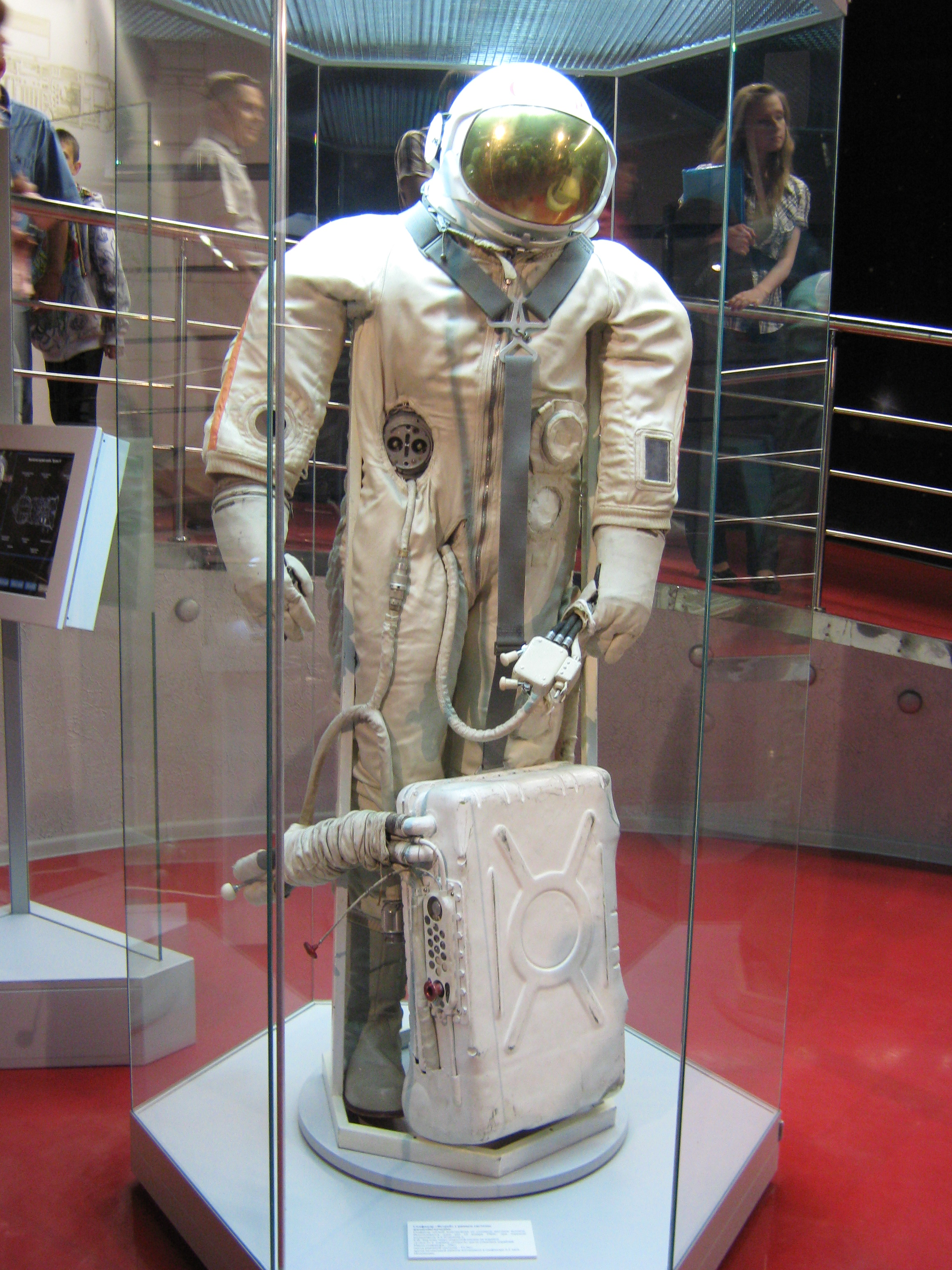
Yastreb space suit
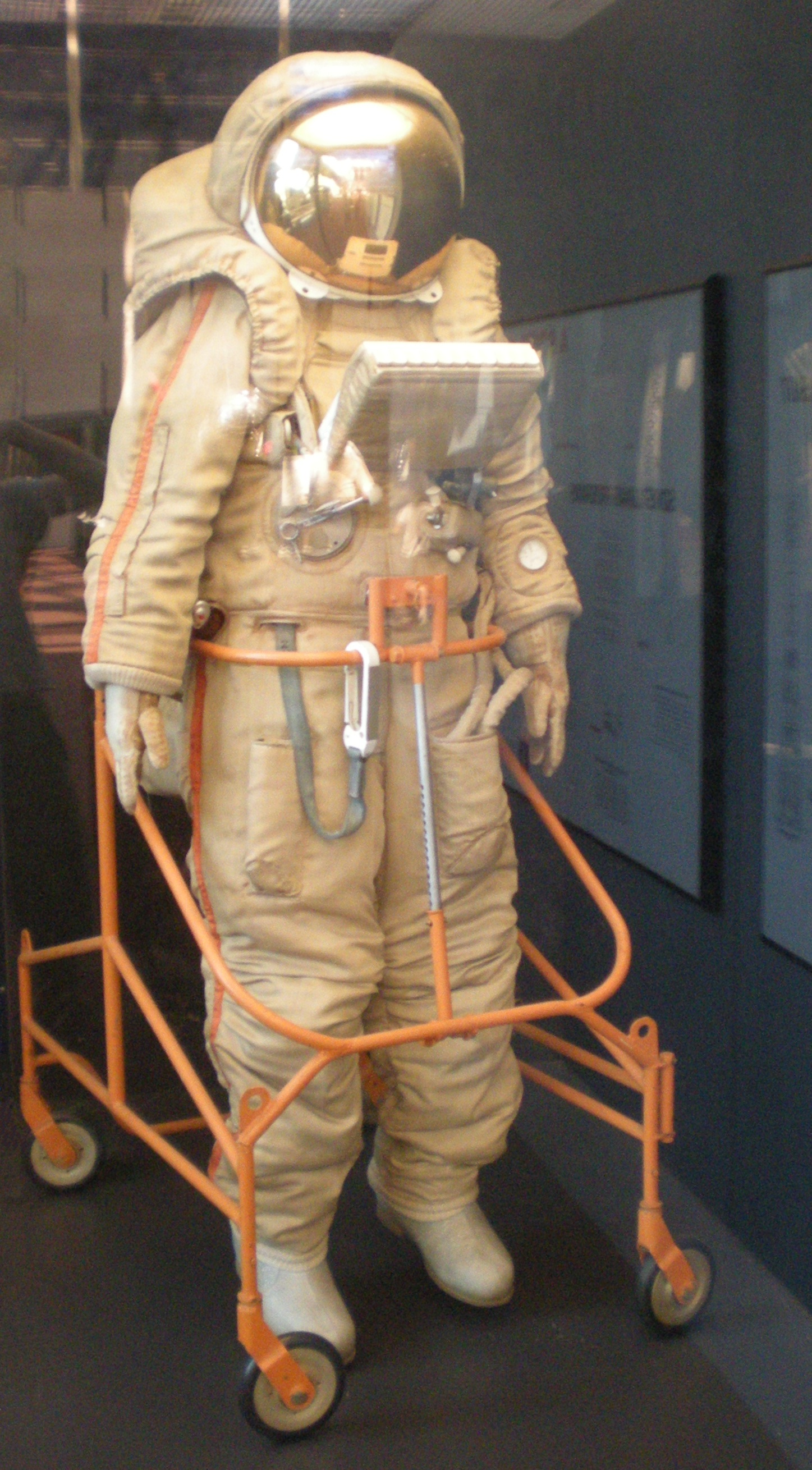
Krechet space suit
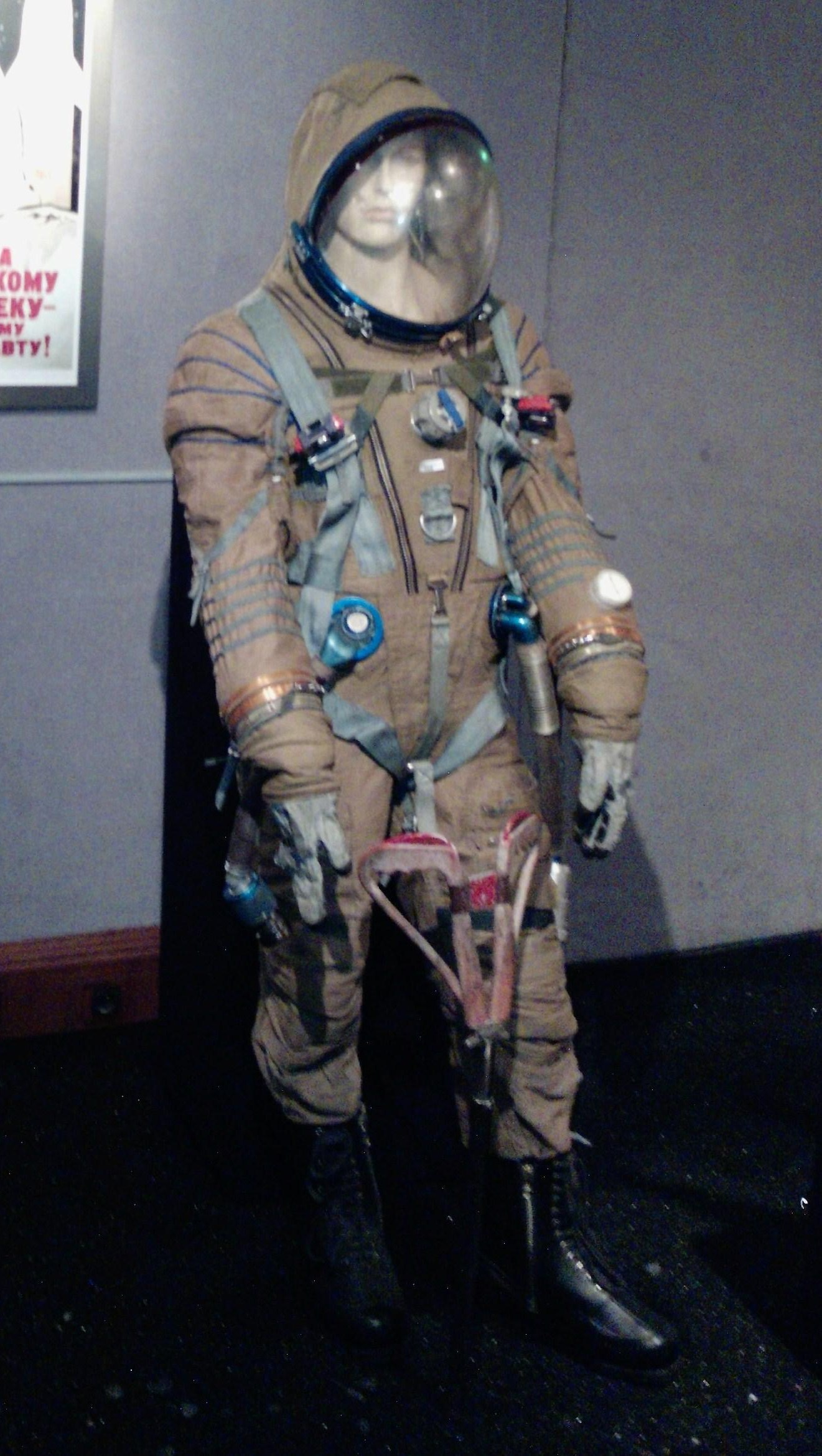
Strizh space suit
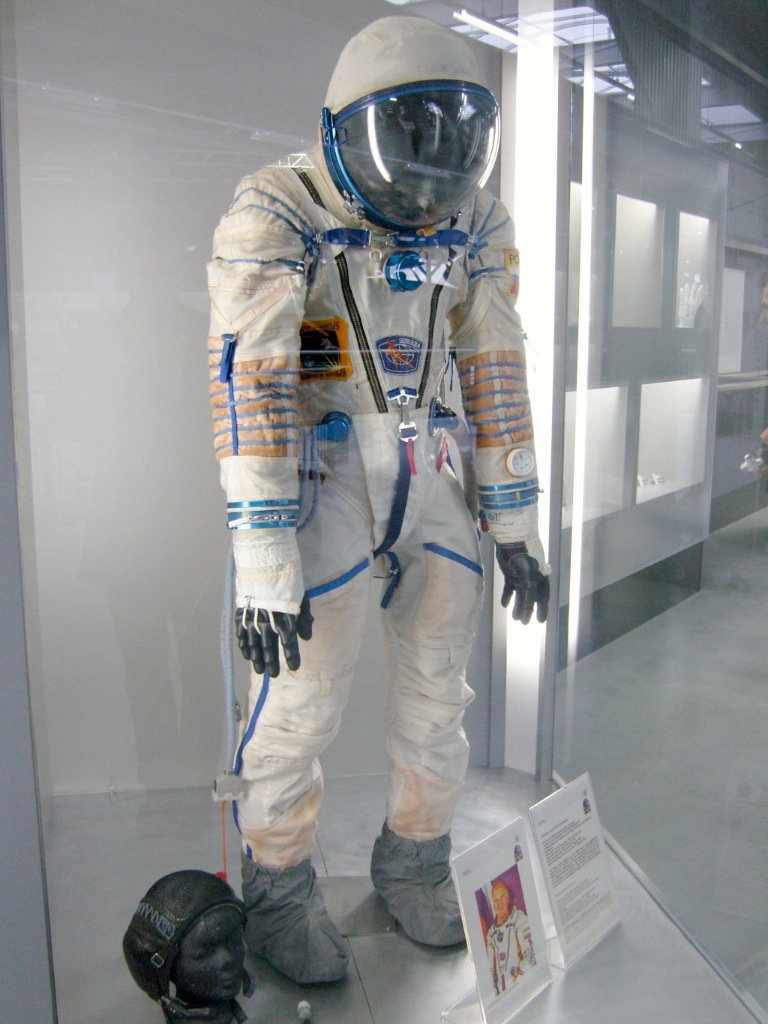
Sokol-KV2 space suit
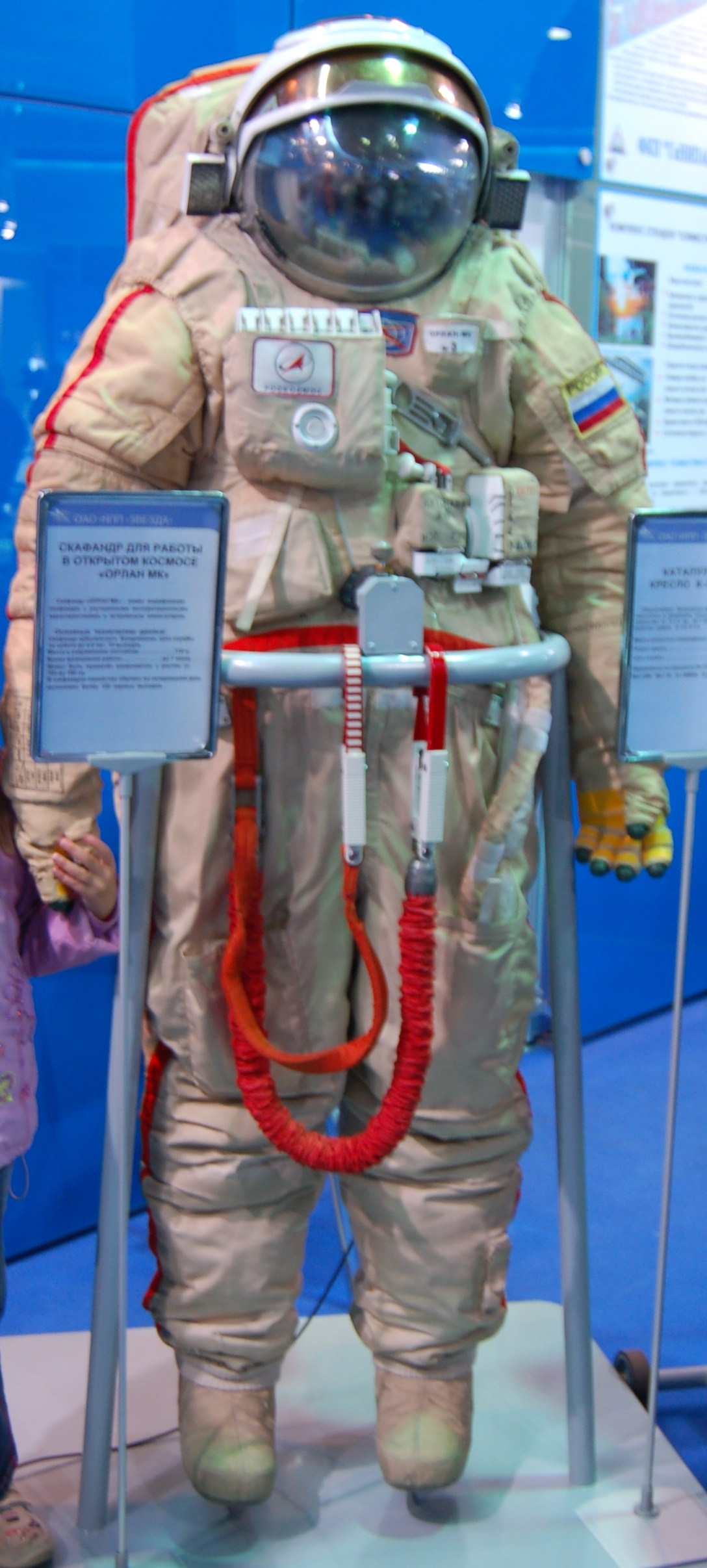
Orlan-MK space suit
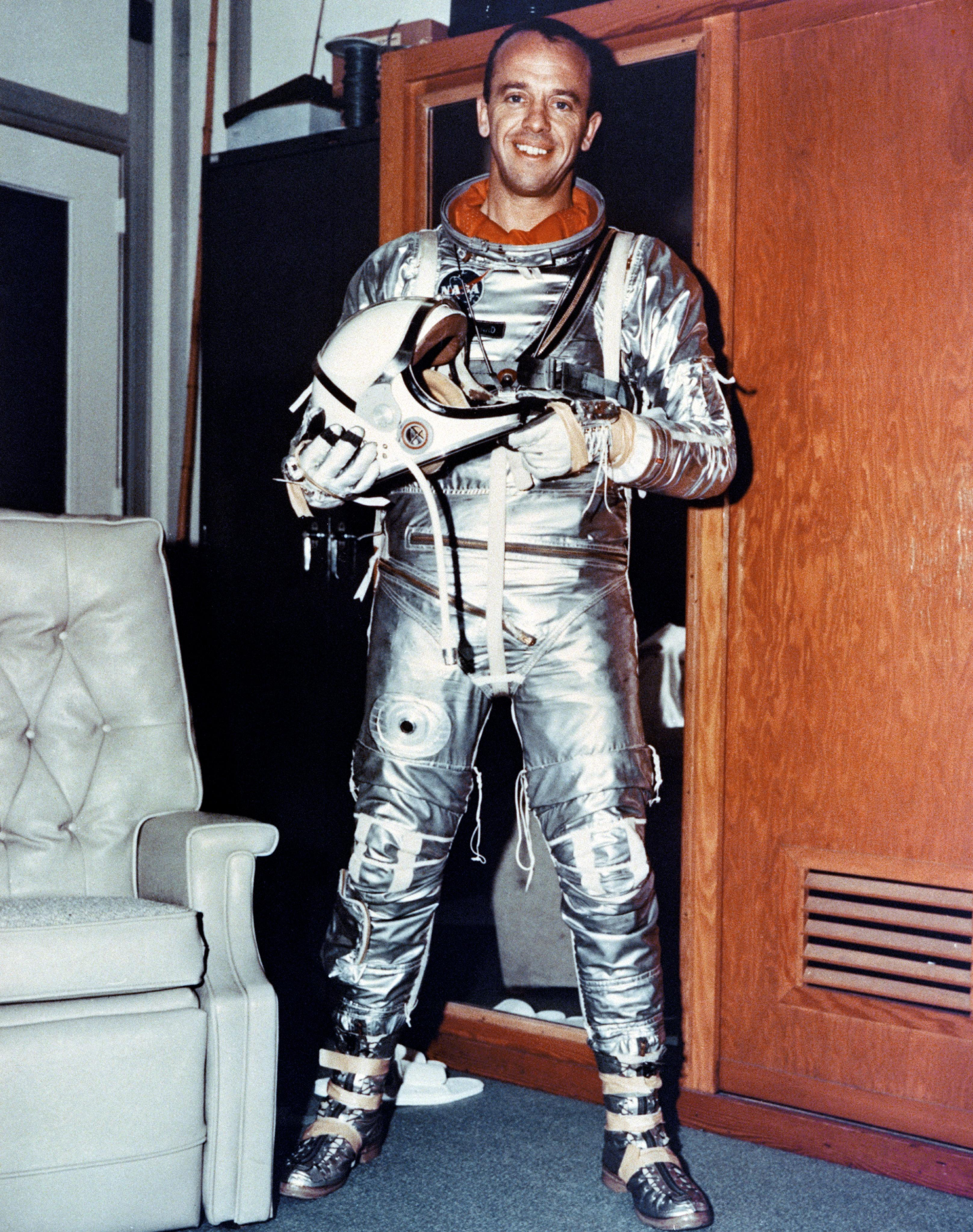
Mercury suit
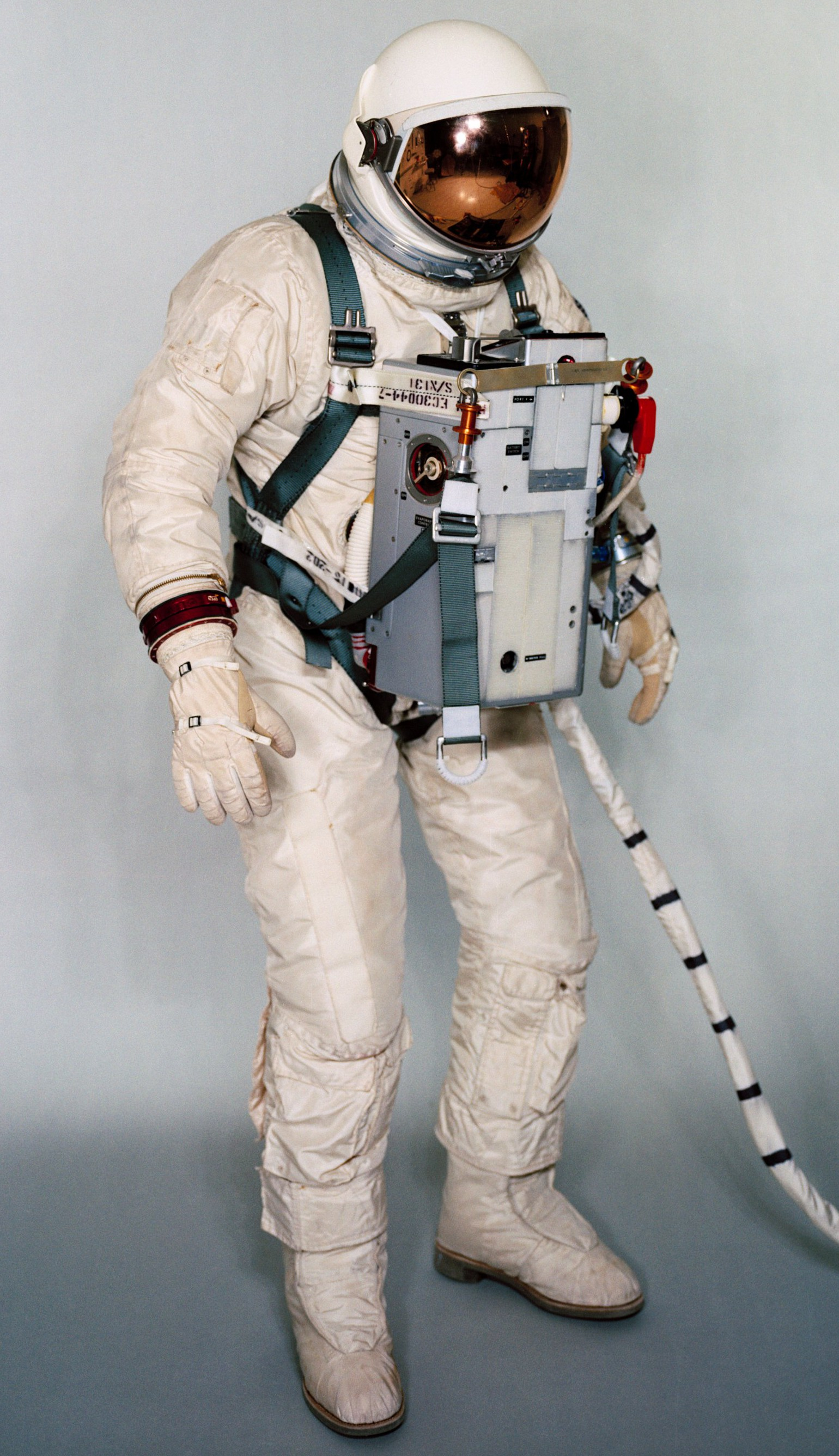
Gemini G4C suit
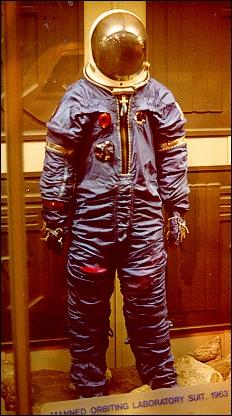
Manned Orbital Laboratory MH-7 space suit
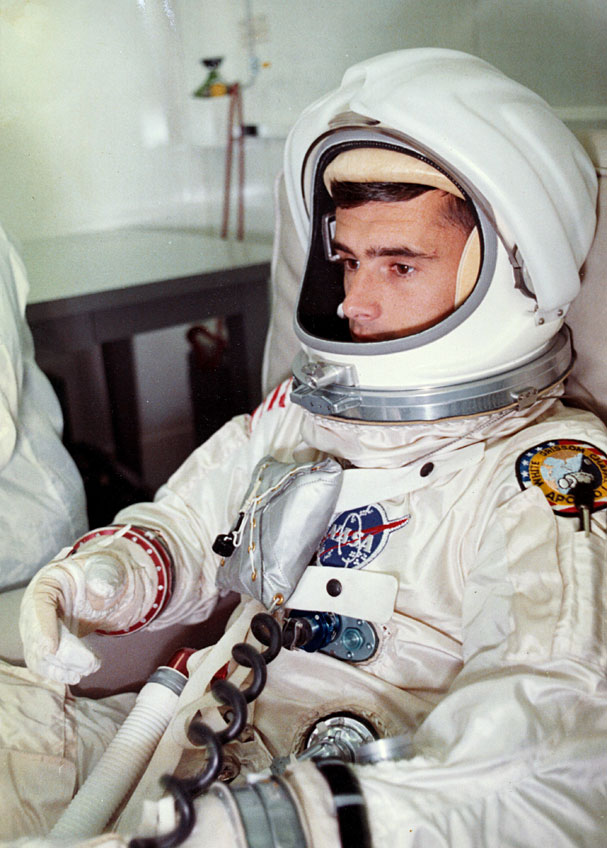
Apollo Block I A1C suit
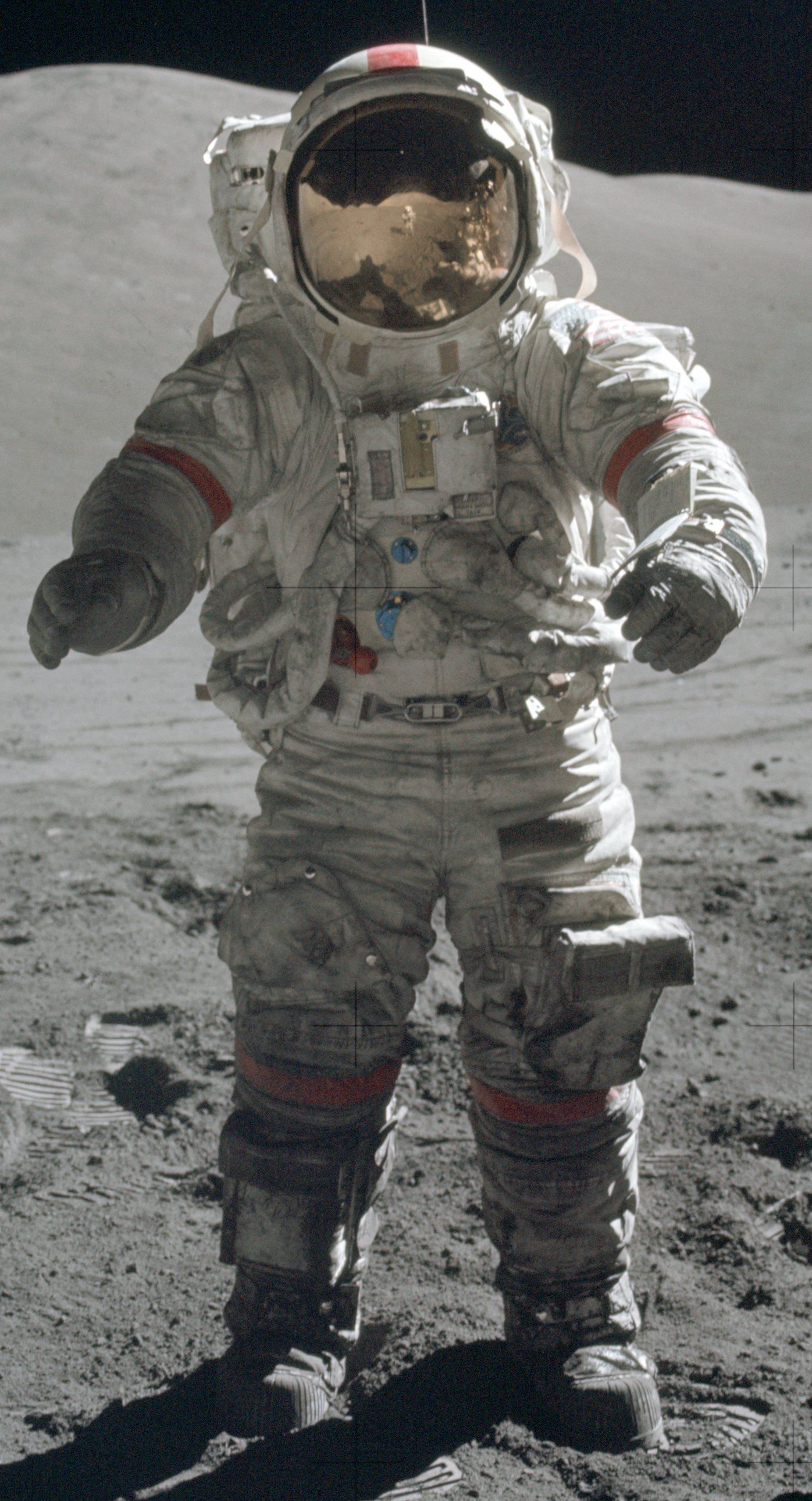
Apollo/Skylab space suit
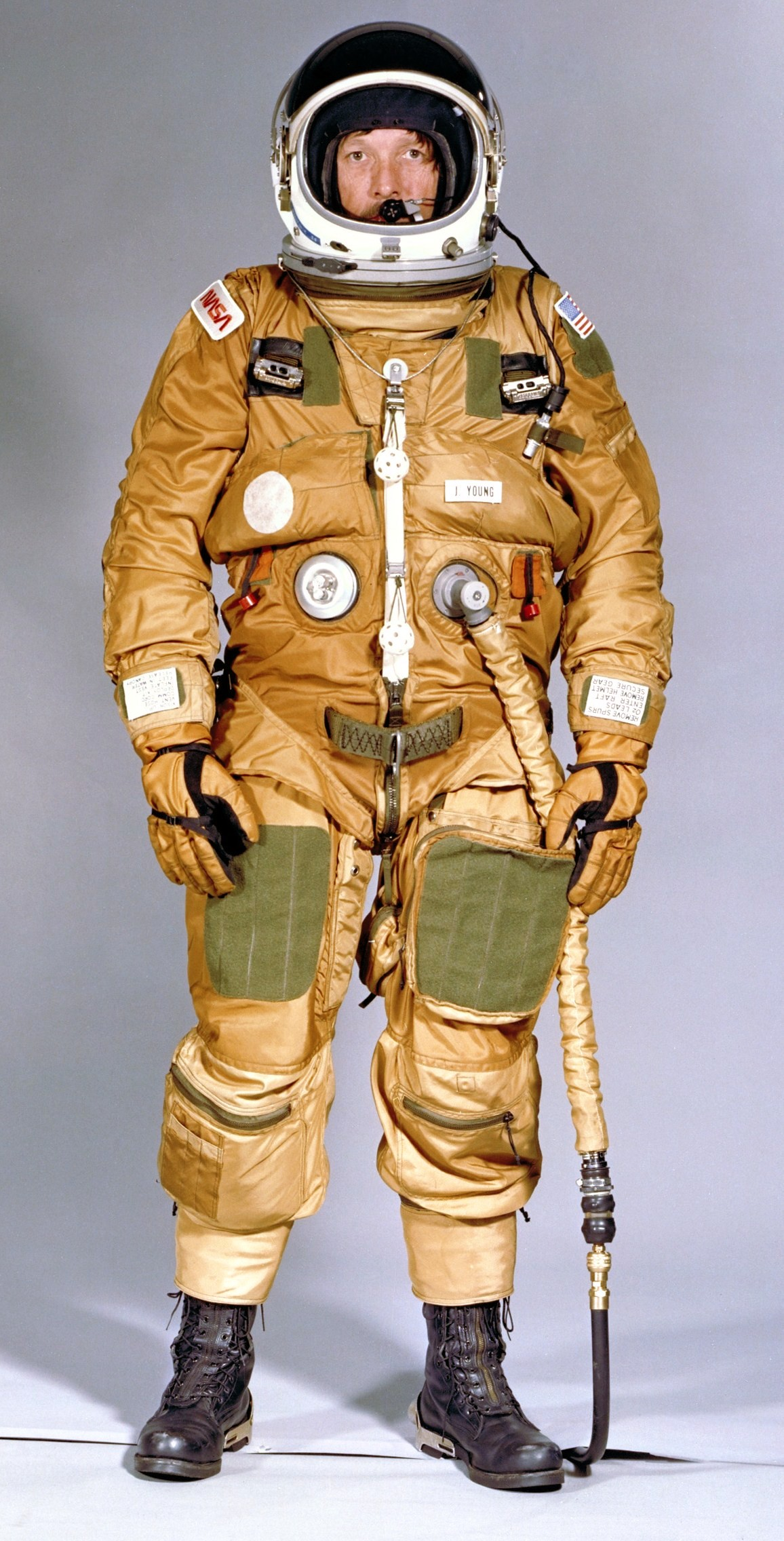
Shuttle Ejection Escape Suit
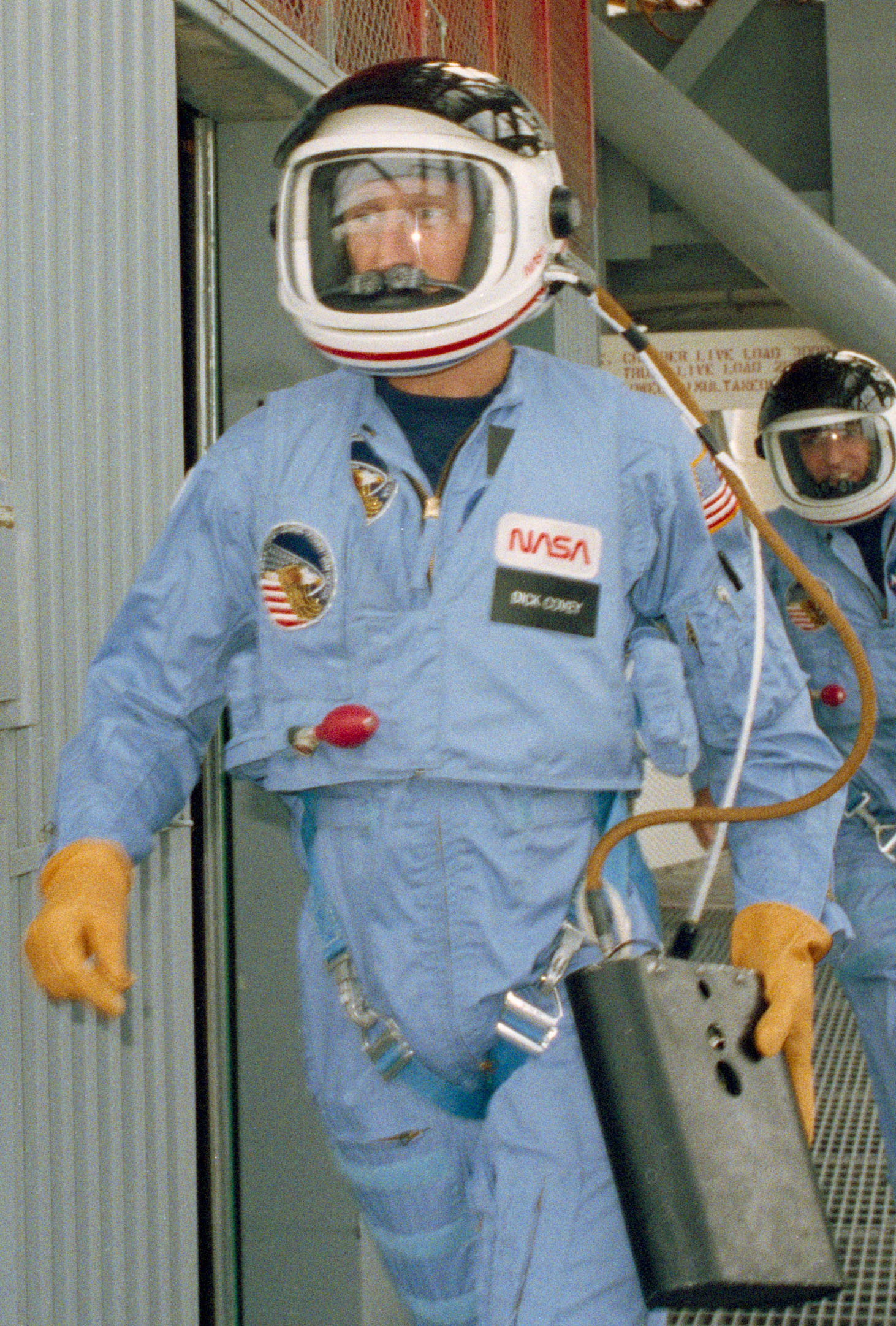
Shuttle Flight Suit
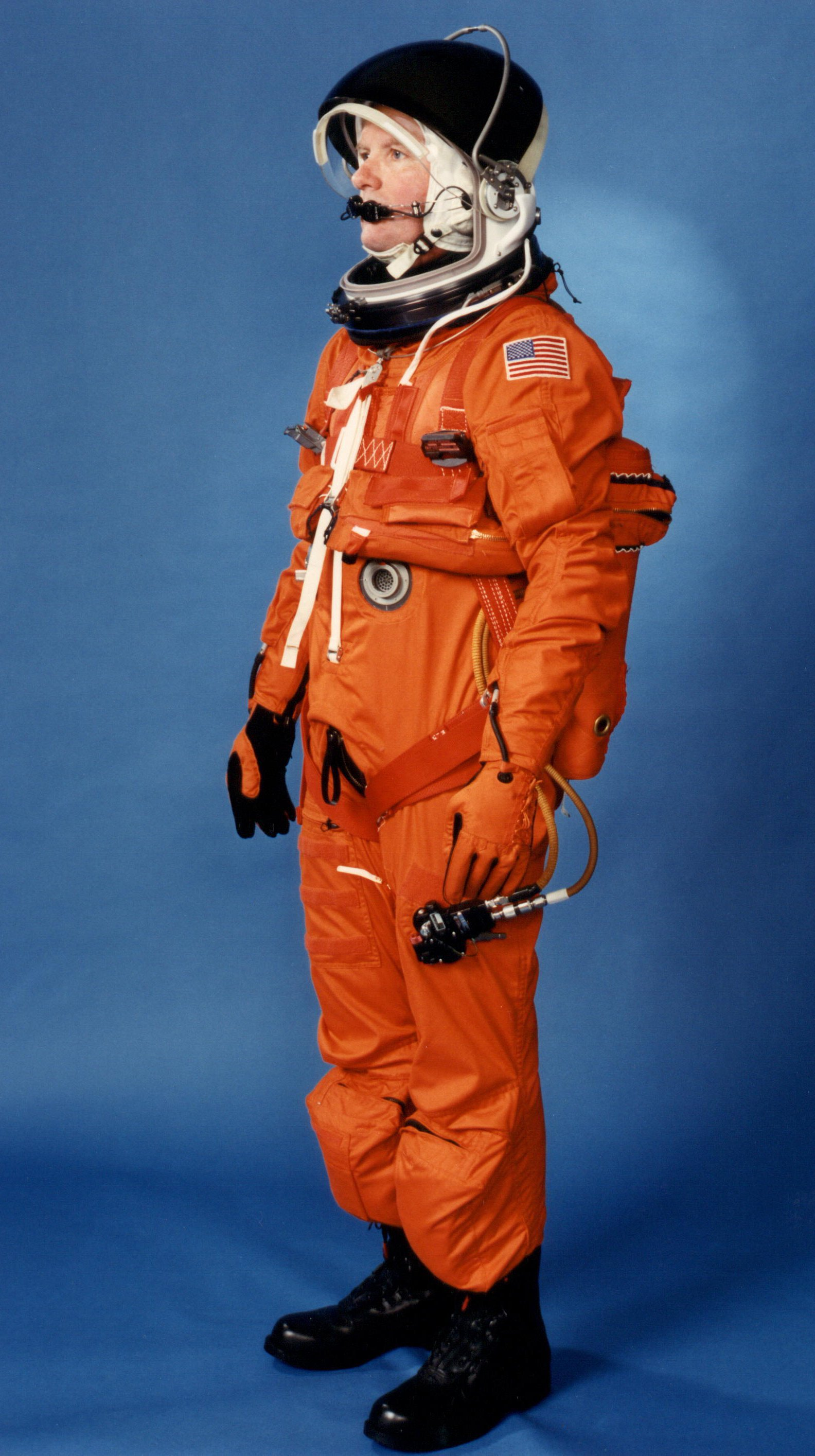
Launch Entry Suit
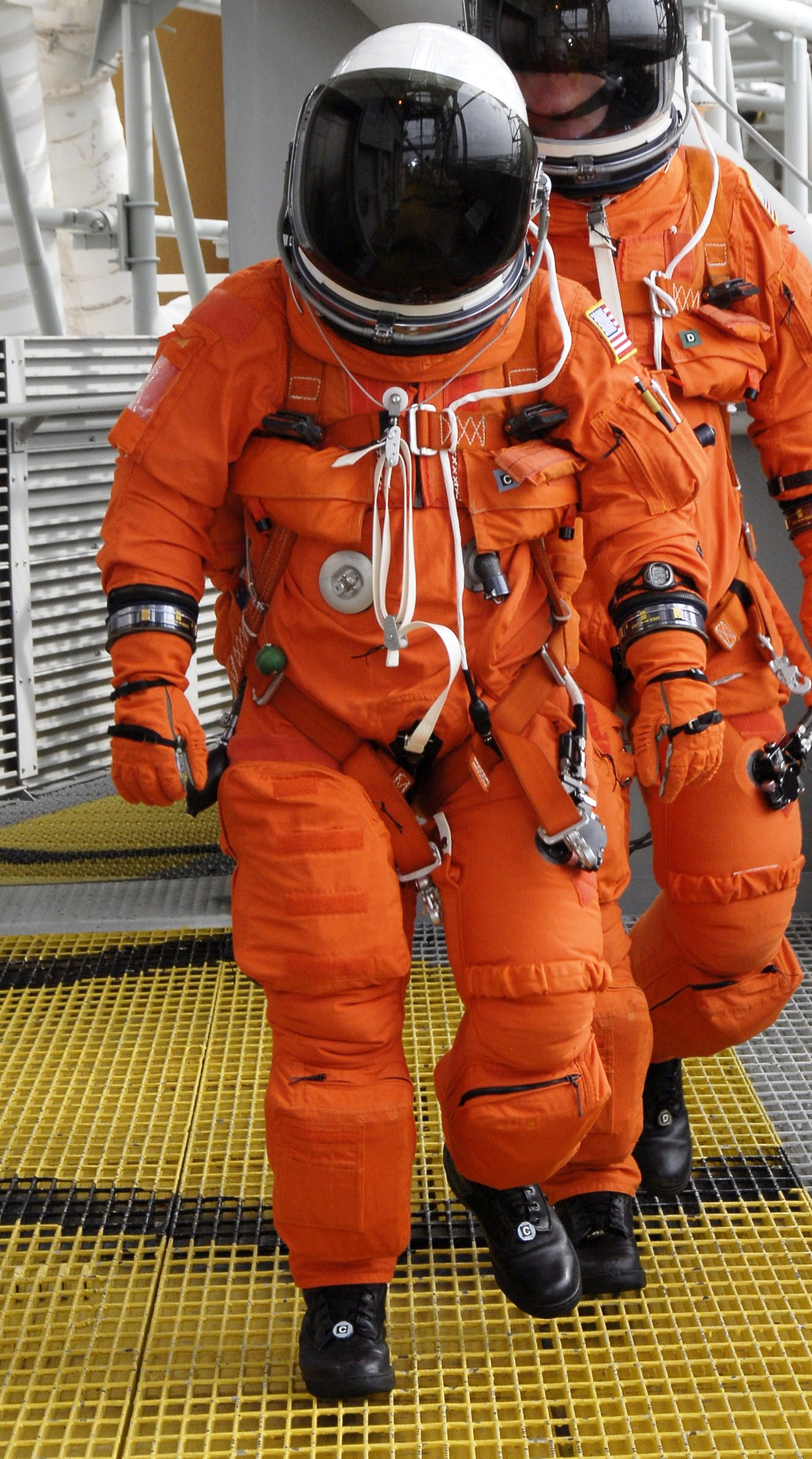
Advance Crew Escape Suit
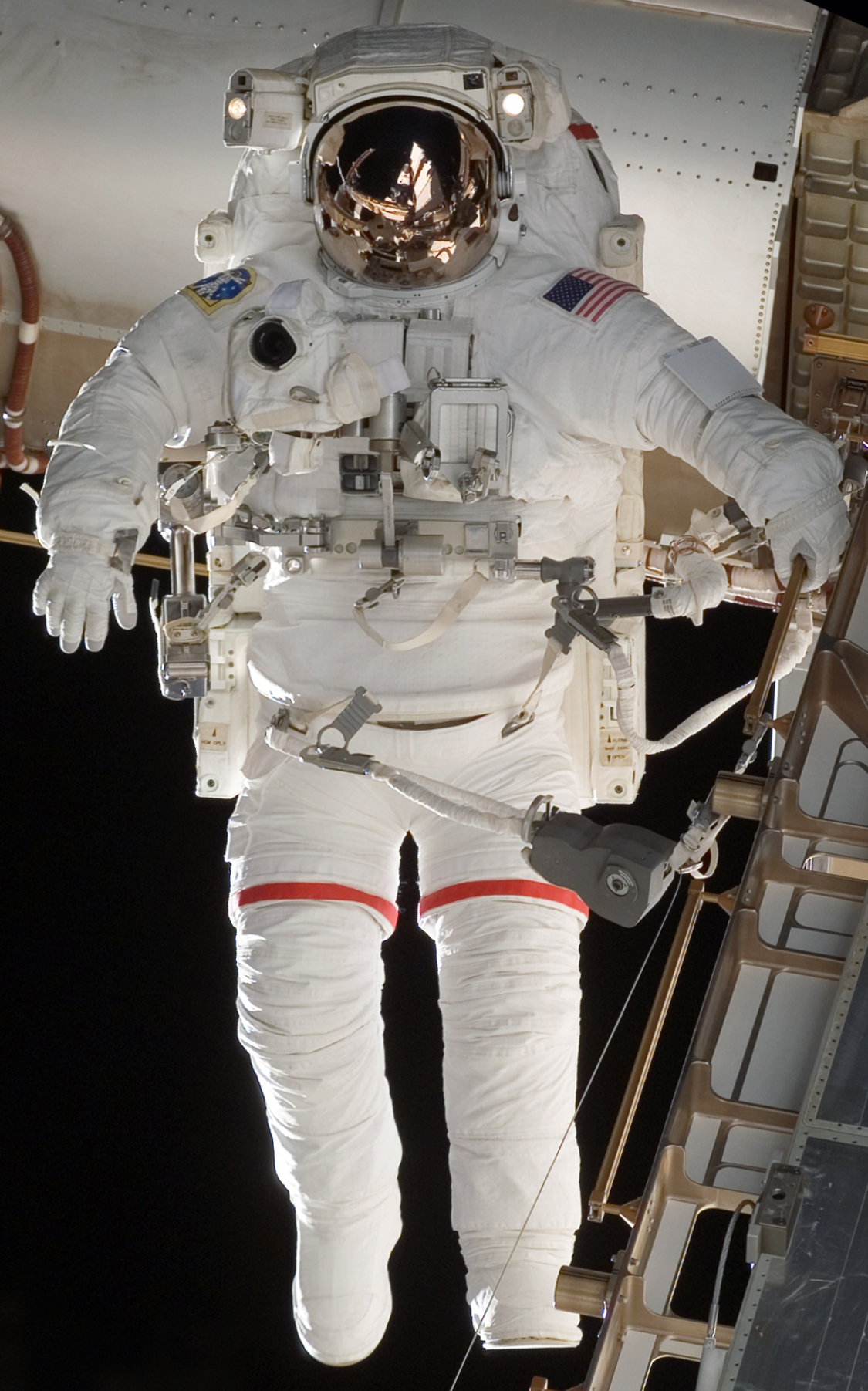
Extravehicular Mobility Unit
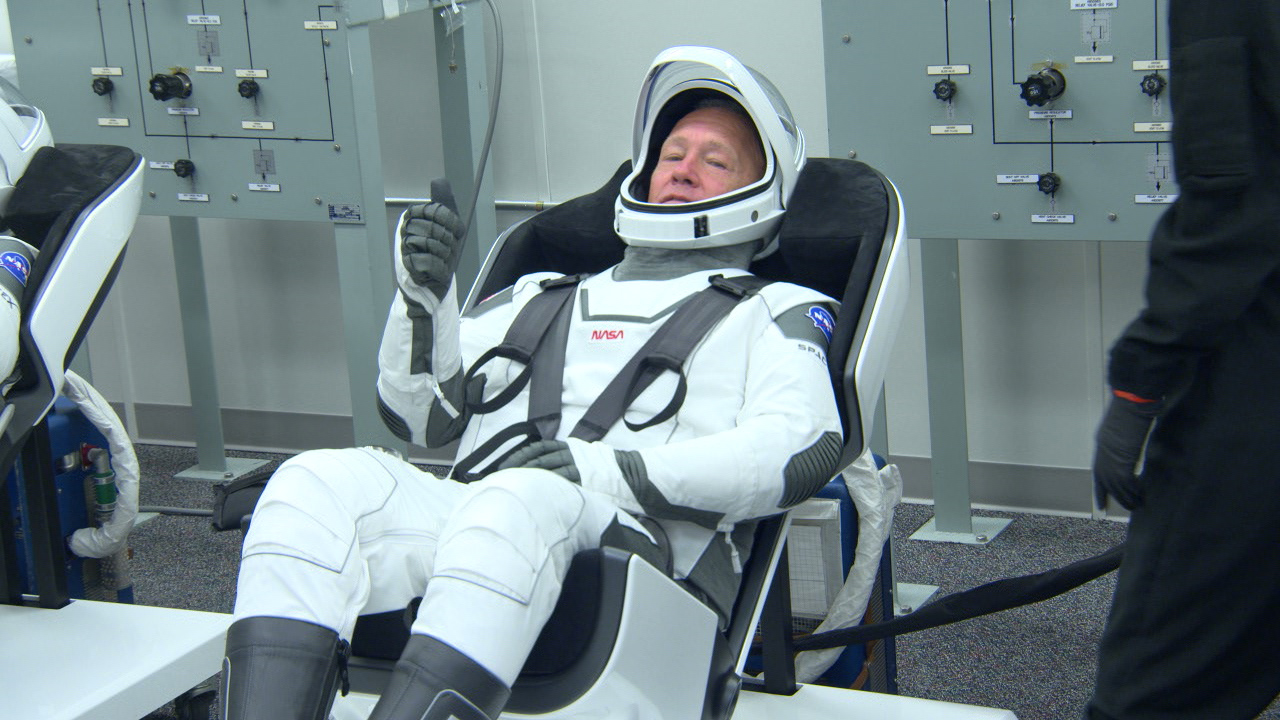
SpaceX IVA suit

## اقرأ أيضا
- مركبة فضاء
- رداء جي

## تنظر أيضا
- بدلة الفضاء.. اغلى لباس يرتديه بشر